# Kruisbloemenfamilie
De kruisbloemenfamilie (Brassicaceae of Cruciferae: beide namen zijn toegestaan) is een wereldwijd voorkomende familie van planten die vooral bekend is door de vele eetbare soorten.
De familie verschaft veel van de wintergroenten. Een aantal van de soorten die geteeld worden zijn bloemkool, boerenkool, broccoli, chinese kool, koolrabi, paksoi, radijs, spruitjes, waterkers en wittekool. De vruchten hebben de vorm van  een hauw of een hauwtje.

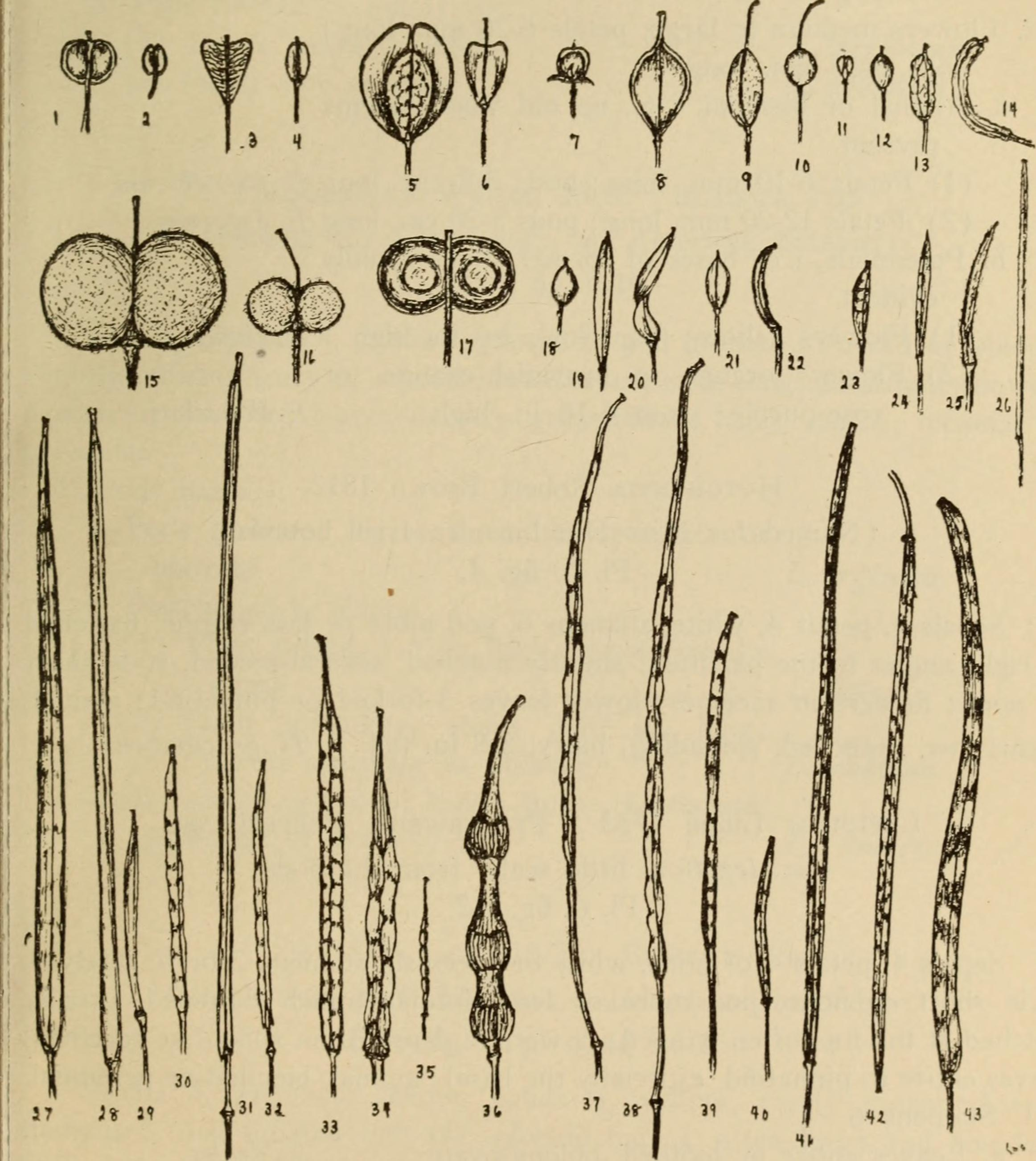
Hauwtjes en hauwen

Sommige leden van deze familie hebben zaden met een hoog erucazuurgehalte, wat het niet veilig maakt ze in grote hoeveelheden te eten. Alle leden zijn wel eetbaar, hoewel sommige beter smaken dan andere. Voorbeelden in de landbouw zijn koolzaad geteeld voor de olie, zowel voor consumptie als brandstof en raapzaad.
De familie komt wereldwijd voor en bestaat uit zowel eenjarige, tweejarige als vaste planten. Er is geen overeenstemming over de omschrijving van de familie. De omschrijving zoals gebruikt door het APG-systeem (1998) en het APG II-systeem (2003) is ruimer dan traditioneel: de familie omvat daar ook de planten die traditioneel in de familie Capparaceae geplaatst worden.

## Beschreven soorten en geslachten
De kruisbloemenfamilie bevat 349 geslachten. Hieronder staat een beperkte lijst van beschreven geslachten en eronder vallende soorten.
- Geslacht: Alyssum (Schildzaad)
  - Alyssum alyssoides (Bleek schildzaad)
- Geslacht: Alliaria
  - Alliaria petiolata (Look-zonder-look)
- Geslacht: Arabidopsis
  - Arabidopsis arenosa (Rozetsteenkers)
  - Arabidopsis thaliana (Zandraket)
- Geslacht: Arabis (Scheefkelk)
  - Arabis alpina (Alpenscheefkelk)
  - Arabis glabra (Torenkruid)
    - Arabis hirsuta subsp. hirsuta (Ruige scheefkelk)

  - Arabis soyeri
    - Arabis soyeri subsp. soyeri
    - Arabis soyeri subsp. subcoriacea

  - Arabis turrita (Torenscheefkelk)
- Geslacht: Armoracia
  - Armoracia rusticana (Mierik)
- Geslacht: Aurinia
  - Aurinia saxatilis (Rotsschildzaad)
- Geslacht: Barbarea (Barbarakruid)
  - Barbarea intermedia (Bitter barbarakruid)
  - Barbarea stricta (Stijf barbarakruid)
  - Barbarea vulgaris (Gewoon barbarakruid)
- Geslacht: Berteroa
  - Berteroa incana (Grijskruid)
- Geslacht: Biscutella
  - Biscutella laevigata (Glad brilkruid)
- Geslacht: Brassica (Kool)
  - Brassica napobrassica (Koolraap)
  - Brassica napus (Koolzaad)
  - Brassica oleracea (Kool)
    - Brassica oleracea var. botrytis (Bloemkool)
    - Brassica oleracea var. acephala (Boerenkool)
    - Brassica oleracea var. italica (Broccoli)
    - Brassica oleracea var. caulorapa (Koolrabi)
    - Brassica oleracea var. rubra (Rodekool)
    - Brassica oleracea var. botrytis (Romanesco of groene torentjesbloemkool)
    - Brassica oleracea var. sabauda (Savooiekool)
    - Brassica oleracea var. gemmifera (Spruitkool)
    - Brassica oleracea var. alba (Wittekool)

  - Brassica rapa
    - Brassica rapa var. oleifera (Raapzaad, winterraapzaad, zomerraapzaad)
    - Brassica rapa var. rapa (Stoppelknol)
    - Brassica rapa var. pekinensis (Chinese kool)
- Geslacht: Braya
  - Braya fernaldii
  - Braya longii
- Geslacht: Bunias
  - Bunias orientalis (Grote hardvrucht)
- Geslacht: Camelina
  - Camelina sativa (Huttentut)
    - Camelina sativa subsp. alyssum (Vlashuttentut)
- Geslacht: Cardamine (Veldkers)
  - Cardamine bulbifera (Bolletjeskers)
  - Cardamine flexuosa (Bosveldkers)
  - Cardamine hirsuta (Kleine veldkers)
  - Cardamine heptaphylla (Geveerd tandkruid)
  - Cardamine impatiens (Springzaadveldkers)
  - Cardamine pratensis (Pinksterbloem)
  - Cardamine resedifolia (Resedabladige veldkers)
- Geslacht: Coincya
  - Coincya richeri
- Geslacht: Coronopus (Varkenskers)
  - Coronopus didymus (Kleine varkenskers)
- Geslacht: Capsella (Herderstasje)
  - Capsella bursa-pastoris (Herderstasje)
- Geslacht: Cakile
  - Cakile maritima (Zeeraket)
- Geslacht: Cochlearia (Lepelblad)
  - Cochlearia anglica (Engels lepelblad)
  - Cochlearia danica (Deens lepelblad)
  - Cochlearia officinalis (Echt lepelblad)
- Geslacht: Crambe (Bolletjeskool)
  - Crambe maritima (Zeekool)
  - Crambe cordifolia
  - Crambe santosii
- Geslacht: Diplotaxis (Zandkool)
  - Diplotaxis tenuifolia (Grote zandkool)
  - Diplotaxis muralis (Kleine zandkool)
- Geslacht: Draba
  - Draba muralis (Wit hongerbloempje)
- Geslacht: Erophila
  - Erophila verna (Vroegeling)
- Geslacht: Eruca
  - Eruca sativa (Zwaardherik, rucola of raketsla)
- Geslacht: Erucastrum
  - Erucastrum gallicum
- Geslacht: Erysimum (Steenraket)
  - Erysimum bicolor
  - Erysimum cheiranthoides (Gewone steenraket)
  - Erysimum cheiri (Muurbloem)
  - Erysimum duriaei
  - Erysimum repandum (Uitgespreide steenraket)
  - Erysimum virgatum (Stijve steenraket)
- Geslacht: Eutrema
  - Eutrema japonicum
- Geslacht: Fourraea
  - Fourraea alpina, voorheen Arabis pauciflora (Armbloemige scheefkelk)
- Geslacht: Hesperis
  - Hesperis matronalis (Damastbloem)
- Geslacht: Hirschfeldia
  - Hirschfeldia incana (Grijze mosterd)
- Geslacht: Isatis
  - Isatis tinctoria (Wede)
- Geslacht: Lunaria (Judaspenning)
  - Lunaria annua (Judaspenning)
- Geslacht: Lepidium (Kruidkers)
  - Lepidium virginicum (Amerikaanse kruidkers)
  - Lepidium graminifolium (Graskers)
  - Lepidium sativum (Tuinkers)
- Geslacht: Matthiola
  - Matthiola incana (Zomerviolier)
  - Matthiola longipetala
  - Matthiola maderensis
  - Matthiola sinuata (Strandviolier)
- Geslacht: Pringlea
  - Pringlea antiscorbutica (Kerguelenkool)
- Geslacht: Ptilotrichum
  - Ptilotrichum spinosum
- Geslacht: Raphanus (Radijs)
  - Raphanus sativus (Tuinradijs)
    - Raphanus sativus subsp. sativus (Radijs)
    - Raphanus sativus subsp. niger (Rammenas)
    - Raphanus sativus subsp. oleiferus (Bladrammenas)
- Geslacht: Rapistrum
  - Rapistrum rugosum (Bolletjesraket)
- Geslacht: Rorippa (Waterkers)
  - Rorippa amphibia (Gele waterkers)
  - Rorippa nasturtium-aquaticum (Witte waterkers)
- Geslacht: Sinapidendron
  - Sinapidendron angustifolium
- Geslacht: Sinapis
  - Sinapis alba (Gele mosterd)
  - Sinapis arvensis (Herik)
- Geslacht: Sisymbrium (Raket)
  - Sisymbrium altissimum (Hongaarse raket)
  - Sisymbrium loeselii (Spiesraket)
  - Sisymbrium officinale (Gewone raket)
  - Sisymbrium orientale (Oosterse raket)
- Geslacht: Teesdalia
  - Teesdalia nudicaulis (Klein tasjeskruid)
- Geslacht: Thlaspi (Boerenkers)
  - Thlaspi arvense (Witte krodde)
  - Thlaspi caerulescens (Zinkboerenkers)
  - Thlaspi perfoliatum (Doorgroeide boerenkers)
  - Thlaspi rotundifolium (Rondbladige boerenkers)

## Geslachten
In Nederland komen de volgende geslachten voor: Alliaria, Alyssum (geslacht Schildzaad), Arabidopsis, Arabis (geslacht Scheefkelk), Armoracia, Aubrieta, Barbarea (geslacht Barbarakruid), Berteroa, Brassica (geslacht Kool), Bunias (geslacht Hardvrucht), Cakile, Calepina, Camelina, Capsella (geslacht Herderstasje), Cardamine (geslacht Veldkers), Cochlearia (geslacht Lepelblad), Coincya, Conringia, Coronopus (geslacht Varkenskers), Crambe (geslacht Bolletjeskool), Descurainia, Diplotaxis (geslacht Zandkool), Draba, Erophila, Eruca, Erucastrum, Erysimum (geslacht Steenraket), Hesperis, Hirschfeldia, Iberis (geslacht Scheefbloem), Isatis, Lepidium (geslacht Kruidkers), Lobularia, Lunaria (geslacht Judaspenning), Malcolmia, Neslia, Pringlea, Raphanus, (geslacht Radijs), Rapistrum, Rorippa (geslacht Waterkers), Sinapis (geslacht Mosterd), Sisymbrium (geslacht: Raket), Subularia, Teesdalia, Thlaspi (geslacht Boerenkers),
Overige soortenrijke geslachten zijn:
- Aethionema
- Eutrema
- Heliophila
- Hornungia
- Matthiola
- Physaria
- Sinapidendron